# 古畑正秋
古畑 正秋（ふるはた まさあき、1912年9月18日 - 1988年11月23日）は、日本の天文学者。元東京大学東京天文台教授。

## 人物
長野県諏訪郡落合村（現・富士見町）出身。長野県諏訪中学校・旧制松本高等学校理科甲類を経て、1938年東京帝国大学理学部天文学科卒業。
同年からハーバード大学天文台で助手を務め、プログラムによる測定や計算などに従事し、1941年に帰国後は、東京大学東京天文台の助手、1958年に教授、1968年に台長を歴任し、野辺山宇宙電波観測所や木曽観測所設置に尽力した。夜天光研究の権威として知られており、アマチュア天文家による変光星観測の指導も行った。1973年退官。
古畑の門下生には北村正利、田鍋浩義がいる。

## 発見した主な変光星
- はくちょう座V403星（V403 Cyg）- 0.80477日の周期で11.8等星 - 12.3等星の範囲を変光する食変光星[3]。鈴木敬信と共同で発見[3]。
- ペルセウス座DM星（DM Per）- 2.727748日の周期で8.0等星 - 8.7等星の範囲を変光するアルゴル型の食変光星[3]。
- こぎつね座V336星（V336 Vul）- 140日の周期で7.7等星 - 9.6等星の範囲を変光するSRB型の脈動変光星[4]。和久田実と共同で発見[4]。

## 著書

### 単著
- 『宇宙・星座』（毎日新聞社　毎日ライブラリー　1952年）
- 『天体観測入門・黄道光と對日照の観測』（恒星社厚生閣　1955年）
- 『初歩の天文ハンドブック』（山海堂　1959年）
- 『太陽系・黄道光と対日照』（恒星社厚生閣　新天文学講座2　新版　1963年）
- 『地球の物理・極光と夜光』（恒星社厚生閣　新天文学講座5　新版　1965年）
- 『電波天文学・電波による流星の観測』（恒星社厚生閣　新天文学講座10　新版　1965年）
- 『天体の物理観測・転貸観測における光の増幅』（恒星社厚生閣　新天文学講座15　新版　1965年）
- 『星座12ヶ月』（誠文堂新光社　1974年）
- 『星と宇宙』（東海大学出版会　新地学教育講座13　1977年）
- 『星座・星月夜』（作品社　日本の名随筆　1992年）
- 『星空の12ヶ月』
- 『来し方の記』

### 共著
- 『地球天文事典』（平凡社　体系理科事典1　1958年）

### 監修書
- 『宇宙・星と観測』（小学館　学習百科図鑑　1975年）
- 『天文観測辞典』（地人書館　1977年）